# Kalkhårstjerne
Kalkhårstjerne (Syntrichia calcicola), ofte skrevet kalk-hårstjerne, er et sjældent mos i Danmark. Det er bl.a. kendt fra Faxe Kalkbrud. Kalkhårstjerne har tidligere været opfattet som en varietet af taghårstjerne.